# Fuerzas Armadas del Uruguay
Die Fuerzas Armadas del Uruguay (FF.AA.) sind die Streitkräfte des Staates Uruguay. Die drei Teilstreitkräfte sind verfassungsmäßig durch den Verteidigungsminister dem Staatspräsidenten unterstellt.
Die Stärke der Streitkräfte sowie das Militärbudget wurde in den letzten 30 Jahren immer wieder gesenkt. Die Anzahl der Soldaten umfasste 2019 etwa 22.000 Personen. Soldaten können nach 20 Dienstjahren mit einem Drittel ihres letzten Gehaltes in Pension gehen. Der Anteil erhöht sich mit jedem weiteren Dienstjahr (max. 30 Dienstjahre).
Befehlshaber sind Nelson Pintos im Generalstab der Armee, Guido Manini Ríos im Heer, Leonardo Alonso in der Marine und Luis Heber De León in der Luftwaffe.

## Teilstreitkräfte

### Landstreitkräfte
Die Ejército Nacional ist die Landstreitmacht der Streitkräfte Uruguays und hatte 2019 eine Personalstärke von etwa 14.500 Personen und ist in vier Divisionen unterteilt. Der entfallende Anteil vom Verteidigungshaushalt für das Heer umfasste 2013 4.079,4 Millionen Uruguayische Peso.

#### Ausrüstung (Beispiel)
- 15 Ti-67-Kampfpanzer
- 47 M41 Walker Bulldog-Leichter Panzer
- 18 BVP-1-Schützenpanzer
- 16 EE-3 Jararaca
- 3 MT-LB
- 111 OT-64 SKOT
- 24 M113A2UR
- 147 AVGP - Verschiedene Varianten

### Seestreitkräfte
Die Armada Nacional, inklusive der Küstenwache (Prefectura Nacional Naval), ist die Seestreitmacht der Streitkräfte Uruguays und hatte 2019 eine Personalstärke von etwa 5.000 Personen. Der entfallende Anteil vom Verteidigungshaushalt für die Marine umfasste 2013 1.571,7 Millionen Uruguayische Peso. Das zu überwachende Gebiet entlang der 1.400 Meilen langen Küste umfasst eine Fläche von 142.000 Quadratkilometern.

#### Ausrüstung

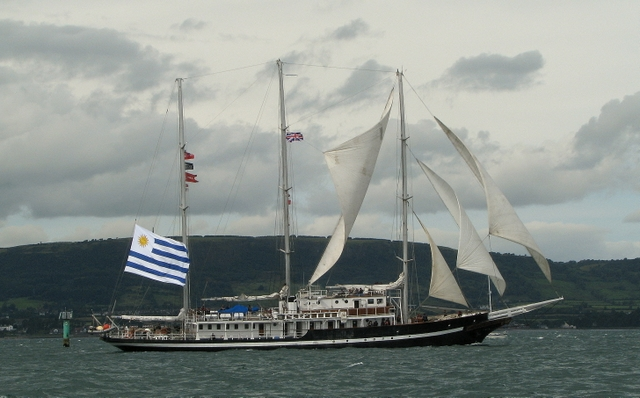
Segelschulschiff Capitán Miranda

Die Marine verfügt momentan über einen Bestand von 11 Einheiten, darunter ein Patrouillenschiff (ex-Freiburg) und zwei Minensuchboote (Kondor-II-Klasse). Zur Marine gehören auch vier Brigaden (Kompanie-Stärke) Marineinfanterie (Cuerpo de Fusileros Navales).
Ende 2021 wurde durch die uruguayische Regierung ein Modernisierungsprogramm für die Marine verkündet. Dieses umfasst neben dem Erwerb von drei gebrauchten Patrouillenbooten der Protector-Klasse von der US-amerikanischen Küstenwache, auch zwei Hochseepatrouillenschiffe. Mit dem Zulauf der ersten Einheiten wird im Juni 2024 gerechnet.
Wie in vielen Ländern obliegt auch der uruguayischen Marine die Aufgabe der Seenotrettung in ihren Küstengewässern. Sie verfügt dafür über drei Seenotrettungskreuzer, welche vorher im Dienst der Deutschen Gesellschaft zur Rettung Schiffbrüchiger standen: Isla de Flores (ex-Hannes Glogner), Isla de Lobos (ex-Hermann Helms) und die Isla Farallón (ex-Alfried Krupp).

##### Luftfahrzeuge
Die Uruguayische Marine betreibt 2 Flugzeuge und 2 Hubschrauber (Stand Ende 2024).
| Luftfahrzeuge       | Bild         | Herkunft           | Verwendung                     | Version      | Aktiv     | Bestellt  | Anmerkungen |
| Flugzeuge           | Flugzeuge    | Flugzeuge          | Flugzeuge                      | Flugzeuge    | Flugzeuge | Flugzeuge | Flugzeuge   |
| ------------------- | ------------ | ------------------ | ------------------------------ | ------------ | --------- | --------- | ----------- |
| Beechcraft King Air | Beispielbild | Vereinigte Staaten | Seefernaufklärer               | King Air 200 | 1         |           |             |
| Enaer T-35 Pillán   | Beispielbild | Chile              | Schulflugzeug                  |              | 1         | 3         |             |
| Hubschrauber        |              |                    |                                |              |           |           |             |
| Bell 412            | Beispielbild | Vereinigte Staaten | Leichter Mehrzweckhubschrauber |              | 2         |           |             |

### Luftstreitkräfte
Die Fuerza Aérea Uruguaya sind die Luftstreitkräfte Uruguays und hatte 2019 eine Personalstärke von 2.500 Personen. Sie ist ausgerüstet mit FMA IA-58 Pucará und Cessna A-37B Dragonfly.
Als Trainingsflugzeuge wurden oder werden verwendet: die Aermacchi SF-260, Beechcraft B-58 Baron und Pilatus PC-7. 2024 wurde die Beschaffung von bis zu 6 Super Tucano beschlossen. Als Transportflugzeuge wurden oder werden verwendet: die Lockheed C-130B Hercules (2021 ersetzt durch ehemals spanische KC-130H), Embraer EMB 110 Bandeirante, Embraer EMB 120 Brasilia, Casa C-212-200 Aviocar, Cessna 206H Stationair und Cessna T-41D Mescalero. Folgende Hubschrauber setzte oder setzt die Luftwaffe ein: Bell UH-1H Iroquois, Bell 212, Eurocopter AS-365 N2 Dauphin und Westland HC-2 Wessex. Der entfallende Anteil vom Verteidigungshaushalt für die Teilstreitkraft umfasste 2013 1.089,7 Millionen Uruguayische Peso.